# マーゴ・フォンテイン

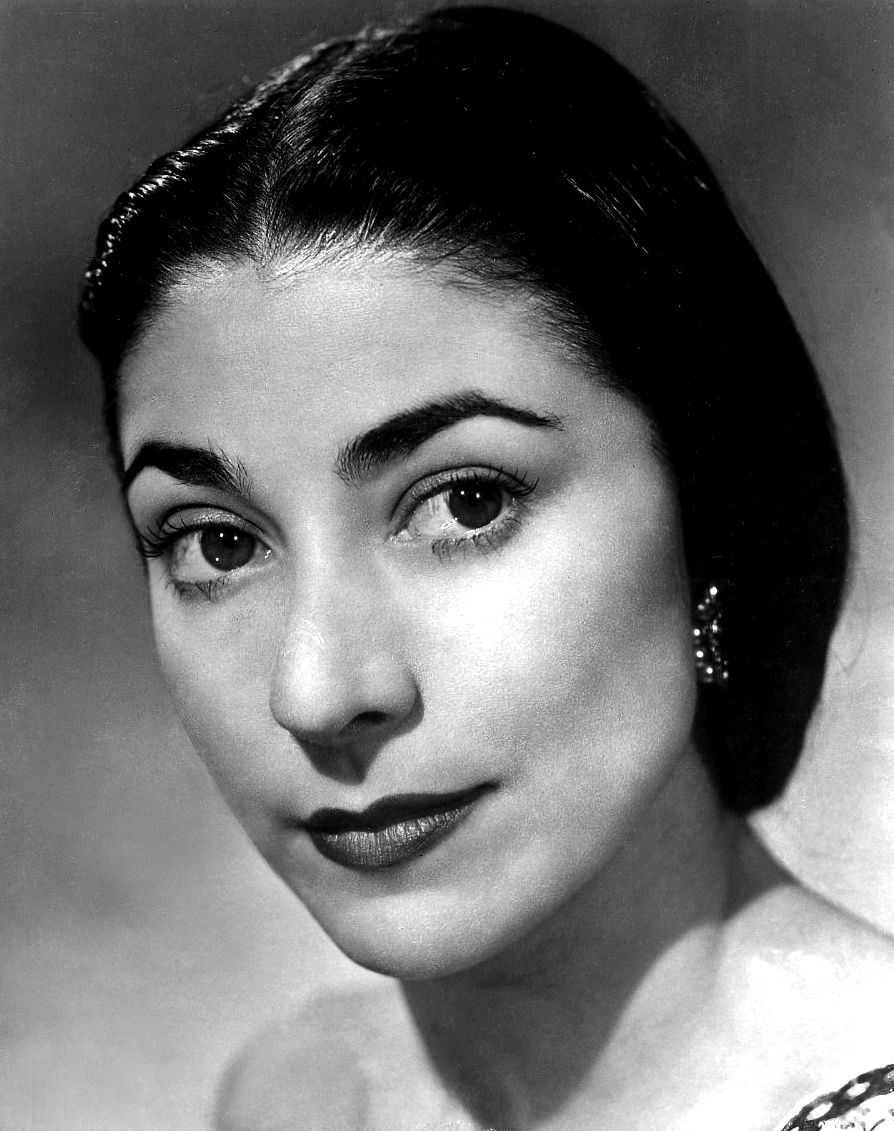

デイム・マーゴ・フォンテイン（Dame Margot Fonteyn de Arias DBE, 1919年5月18日 - 1991年2月21日）は、イギリスのバレエダンサー。本名はマーガレット・イヴリン “ペギー”・ホッカム（Margaret Evelyn "Peggy" Hookham）。芸名のフォンテインは、母方の祖父の姓 Fontes のもじりである。

## 人物
アイルランド系である母親がブラジル人とのハーフだったので、アングロ・サクソン系らしからぬ黒髪黒目のエキゾチックな容貌が特徴的だった。幼少時からバレエを習い始め、父親の赴任先の上海でもロシア人舞踊師から手ほどきを受けていた。帰国後はサドラーズ・ウェルズ・バレエ学校で学ぶ。入学当初から学校長兼ヴィック・ウェルズ・バレエ（後のロイヤル・バレエ団）芸術監督のニネット・ド・ヴァロアに見出され、徹底的に鍛えなおされたという。
1934年、舞台デビューした。翌年、バレエ・リュス出身のプリマ、アリシア・マルコワ退団のあとをうけてプリマ・バレリーナとなった。1946年、全米ツアー公演で踊った『眠れる森の美女』オーロラ姫が当たり役となり、注目を浴びる。その後もロイヤル・バレエで活躍する他、1954年から王立舞踏学院の院長を務めた。1956年にデイムの称号を与えられた。代表作は『ジゼル』『眠れる森の美女』『白鳥の湖』など。映画『小さなバレリーナ』（1947年）にも出演した。
1963年、引退がささやかれていた時期にソ連から亡命したルドルフ・ヌレエフと『ジゼル』で共演する。これが評判となり、以降ヌレエフとの間に10年以上に及ぶパートナーシップで再びバレエ界に名をとどろかせた。特に2人の『眠れる森の美女』、『ロメオとジュリエット』は有名で、後者は映像化された。1955年にパナマの外交官ロベルト・デ・アリアスと結婚した。その後、夫アリアスはパナマで政界進出を目論むが、1967年遊説中に狙撃され、下半身不随となった。フォンテインは夫を最後まで看取ったのち、1991年にガンによりパナマで死去した。

## ヌレエフとのペア

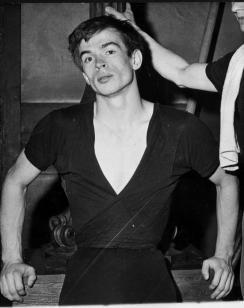
1961年に亡命した際のヌレエフ

フォンテインは、観衆はおろかロイヤル・バレエ団を主宰するニネット・ド・ヴァロアからさえもそろそろ引退の時期だと思われ始めた時期に、芸術面で最高のパートナーを手に入れた。1961年、キーロフ・バレエのスターだったルドルフ・ヌレエフがパリで亡命し、ド・ヴァロアの招きでロイヤル・バレエ団に参加したのである。ド・ヴァロアは、フォンテインがヌレエフより19歳も年長なこともあって気が進まないながらも、ヌレエフのデビュー公演でフォンテインに組む機会を与えた。果たして1962年2月21日、溢れんばかりの観衆を前に『ジゼル』を演じたフォンテインとヌレエフには15分もの間鳴り止まぬ拍手が送られ、カーテンコールで実に20回も呼び出された。続く11月3日の『海賊』のパ・ド・ドゥでも喝采のあまり上演が中断せんばかりの名演を披露した。各誌はこぞって「別世界のよう "otherworldly"」と報じ、オブザーバー紙に至っては公演は「圧倒的 "knockout"」で、このペアは「歴史を作る "history-making"」とまで評した。数日後の『レ・シルフィード』も米国紙で絶賛をもって取り上げられた。フォンテインは同年にケンブリッジ大学から法学の名誉博士号を授与された。
フレデリック・アシュトンは二人に『マルグリットとアルマン』を振り付けたが、21世紀に至ってもなお他にこれを踊るペアは現れていない。1963年にマイケル・サムズとも組んで踊ったプレミアは公演前から大いに話題となった。これは途中に1回ソロを挟むだけでパ・ド・ドゥの応酬が続く構成で、出だしの「一目ぼれ」から死のシーンに至るまで力強さに満ちたものであった。サムズは、フォンテインとヌレエフの素晴らしさは、単なるパートナーではなく、才能を同じくし、互いを最高の演技へと高めあう二人のスターが並び立っていたからだと評している。公演にはエリザベス王太后、マーガレット王女およびケント公妃マリナの臨席も賜り、たちまち成功を収めた。この公演はペアの人気を不動のものとする、証明書のような演目となった。

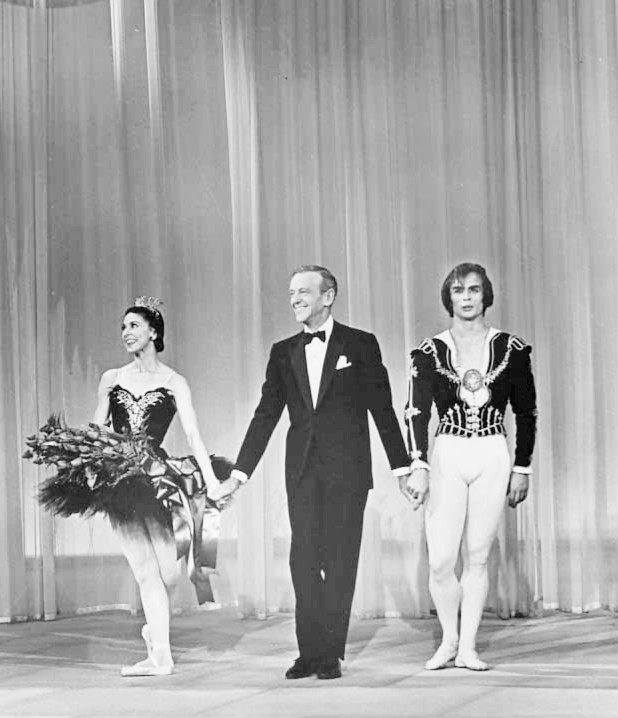
TV番組「ザ・ハリウッド・パレス」に出演したフォンテインとヌレエフ。中央はフレッド・アステア。1965年。

1964年には、フォンテインとヌレエフはオーストラリア・バレエ団とシドニーからメルボルンに至る客演ツアーを行い、『ジゼル』と『白鳥の湖』に出演した。わずかな休息を挟んでシュトゥットガルトでも演じている。フォンテインは同年6月8日のバスでの公演中に夫ロベルトが政敵に銃撃されたことを知らされたが、その容態は不明であった。フォンテインは動揺しながらも翌日行われたケネス・マクミランの新作のパ・ド・ドゥとディヴェルティメントの公演を踊りきり、パナマへと向かった。ロベルトはアルフレド・ヒメネスに4発撃たれ、頸髄損傷により四肢麻痺の後遺症が残る状態であった。彼女はロベルトの治療費のために、引退するわけにはいかなくなった。その後、ロベルトは車椅子生活を余儀なくされたが、フォンテインはそれをよく支え、自分が旅に出るときも夫を伴うことが多かった。フォンテインは2週間のうちにロンドンに戻り、夫がストーク・マンデヴィル・ホスピタルの国立総合脊髄損傷センターで治療を受けられるよう手配を済ませると、すぐに踊り始めた。続く10日間のうちに、フォンテインはヌレエフ振付版の『ライモンダ』のリハーサルをこなしつつ『ラ・バヤデール』、『ジゼル』、『マルグリットとアルマン』の公演6本に出演している。ただし、ロベルトの容態悪化もあって、スポレトでの『ライモンダ』の公演は、最後の舞台を除いて出演できなかった。
フォンテインとヌレエフは、『眠れる森の美女』や『白鳥の湖』などのクラシック作品の演技で特に注目された。フォンテインは、役柄の本質を見抜き、常に演技を向上させていた。ヌレエフは、『ラ・バヤデール』や『ライモンダ』ではフォンテインをパートナーにすることを頑として譲らなかったほか、1964年にはウィーン国立バレエ団に『白鳥の湖』で客演するにあたり、自ら振付を行っている。このときの演技は映像で記録されたほか、スノードン卿が撮影した写真は『ライフ』1964年11月27日号の表紙を飾っている。1965年1月20日にはワシントンD.C.で行われたリンドン・ジョンソンの大統領就任式典で『海賊』のパ・ド・ドゥを演じている。その年の後半には、ケネス・マクミラン振付の『ロメオとジュリエット』の初演を飾った。ただ、マクミランはもともとリン・シーモアとクリストファー・ゲイブルのために振付を行っており、初演でフォンテインとヌレエフが演じたのはロイヤル・オペラ・ハウスの支配人であったデイヴィッド・ウェブスターが興行上の理由でねじ込んだためであった（このことがきっかけで、マクミランとシーモアは後にロイヤル・バレエ団を去ってしまう）。ウェブスターの目論み通り、マクミラン版『ロメオとジュリエット』は大成功し、初演から1年経っても毎夜上演されるほどであった。観客は二人に山のような花束を贈り、何度もカーテンコールを求めた。役者としてのフォンテインの深みが演技を独特なものにし、マクミラン版のジュリエットはフォンテインの当たり役の一つとなった。

フォンテインとヌレエフは生い立ちも気性も異なる（ヌレエフが鋭気勃々とした激情家なのに対し、フォンテインは几帳面であった）うえに19歳も離れているにもかかわらず生涯の友人となり、互いに誠実に向き合ったことで有名である。フォンテインは、ヌレエフの写りの悪い写真には見向きもせず、自らのレパートリー内であっても他のパートナーと踊ることはなかった。あまりに息が合った演技を見せることから、二人の間に肉体関係があったと噂されたが真偽は不明なままで、ヌレエフは1度あったと語ったのに対してフォンテインは否定している。フォンテインの伝記作家メレディス・デインマンは、何の証拠もないが自分としてはあったと考えると述べているのに対し、ヌレエフの伝記作家ダイアン・ソルウェイは、なかったと結論付けている。ヌレエフは、フォンテインについて次のように述べている。
『白鳥の湖』の最後に、彼女が素晴らしい白いチュチュで舞台を降りたとき、私は彼女を世界の果てまで追いかけようと思ったものだ。（"At the end of 'Lac des Cygnes', when she left the stage in her great white tutu I would have followed her to the end of the world."）

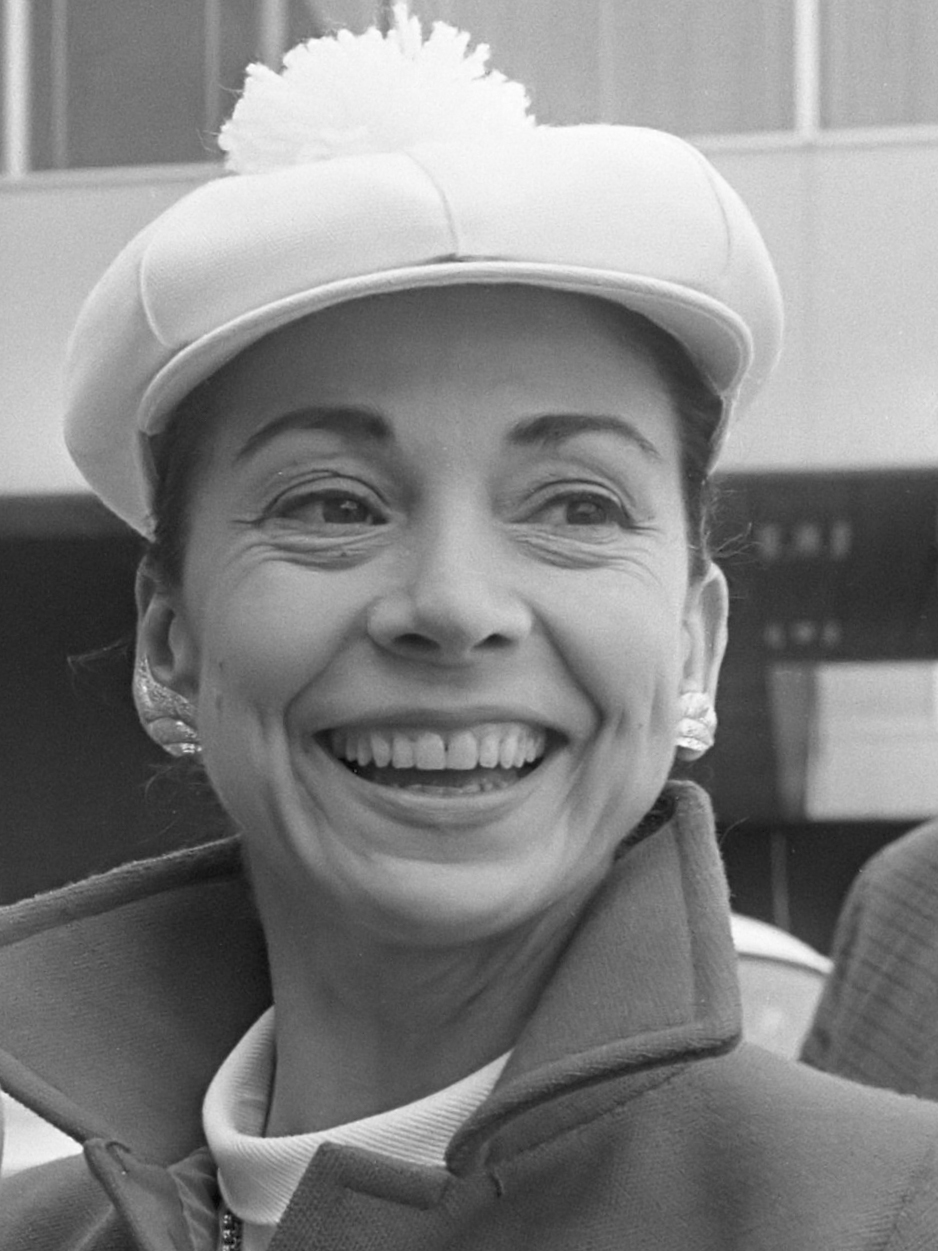
1968年のフォンテイン

1965年には、ドキュメンタリー映画 "An Evening with the Royal Ballet" に『レ・シルフィード』と『海賊』のパ・ド・ドゥの映像で登場している。この映画は興行収入100万ドル超えとなり、当時のダンス映画における新記録を樹立した。1965年12月6日の週にはニューヨーク州とニュージャージー州だけで50館以上の映画館で上映された。
監督のパウル・ツィンナーはマルチカメラ撮影を駆使して舞台公演の雰囲気を見事に再現し、1966年には有名な『ロメオとジュリエット』も撮影している。同年、フォンテインはマンチェスター大学の学長を務めるデヴォンシャー公から名誉音楽博士号を授与された。
1967年にはローラン・プティが二人のために新作バレエ『失楽園』を書いている。この作品は、ヌレエフを精力的なアダム、フォンテインを上品なイヴとして、二人の個性を強調するように構成された、抽象的でモダンなものであった。ポップアートによる装飾と点滅するネオンを取り入れた舞台は、ミック・ジャガーとそのガールフレンドで歌手のマリアンヌ・フェイスフルを含むファン達を大いに刺激した。
フォンテインは1972年には半引退生活に入り、一幕物にのみ出演するようになった。1974年には、英米の芸術交流への貢献に対してロイヤル・ソサエティ・オブ・アーツからベンジャミン・フランクリンメダルを授与された。フォンテインはモダンダンスにも取り組み、1975年6月にホセ・リモン作『ムーア人のパヴァーヌ』のデズデモーナ役でシカゴ・バレエ団と共演、翌7月にはワシントンD.C.のケネディ・センターで同役をヌレエフと踊っている。この2公演の間には、マーサ・グラハム・ダンス・カンパニーとともにサラトガ、ニューヨーク、アテネ、ロンドンを巡演し、ケネディ・センターの後はブラジルツアーに出かけている。1975年11月にはウリス・シアターでヌレエフと「フォンテイン・アンド・ヌレエフ・オン・ブロードウェイ」と題した公演を行っている。この公演は印象的なものであったが、フォンテインがもはや要求の高い役柄をこなせなくなったことも明らかになった。1976年には自伝を出版したが、すべてを語り尽くしたわけではなかった。夫ロベルトは存命であったし、フォンテインはあくまで私人であって、穏当だが気難しい人だったからである。1977年にはハンブルクにおいてアルフレッド・トプファー財団F.V.S.からシェイクスピア賞を授与されたが、これは舞踏家に対して初めての授与であった。1974年ベンジャミン・フランクリン・メダル受賞。

## 映像作品
主演
- 1966年: 『白鳥の湖』 - 振付:レフ・イワノフ/マリウス・プティパ 改編:ルドルフ・ヌレエフ、作曲:ピョートル・チャイコフスキー
- 1966年: 『ロメオとジュリエット』 - 振付:ケネス・マクミラン、作曲: セルゲイ・プロコフィエフ

## 日本語訳された著作
- バレリーナの世界 マーゴ・フォンテーンが語る（湯河京子訳 音楽之友社 1981年）
- マーゴ・フォンテーン自伝 愛と追憶の舞（湯河京子訳 文化出版局 1983年）
- アンナ・パヴロヴァ 白鳥よ、永遠に（湯河京子訳 文化出版局 1986年）
- バレエの魅力（湯河京子訳 新書館 1986年）

## 関連書籍
- アレキサンダー・ブランド『フォンティーンとヌレーエフ 愛の名場面集』（ケイコ・キーン訳 文化出版局 1982年）